# 贝贡
贝贡（Begun），是印度拉贾斯坦邦Chittaurgarh县的一个城镇。总人口19333（2001年）。

## 人口
该地2001年总人口19333人，其中男性10008人，女性9325人；0—6岁人口3091人，其中男1631人，女1460人；识字率63.82%，其中男性为75.44%，女性为51.36%。